# Myrmeleon heppneri
Myrmeleon heppneri är en insektsart som beskrevs av Miller och Stange in Miller et al. 1999. Myrmeleon heppneri ingår i släktet Myrmeleon och familjen myrlejonsländor. Inga underarter finns listade i Catalogue of Life.